# Las Lajas, Olintla
Las Lajas är en ort i Mexiko.   Den ligger i kommunen Olintla och delstaten Puebla, i den sydöstra delen av landet, 170 km nordost om huvudstaden Mexico City. Las Lajas ligger 205 meter över havet och antalet invånare är 150.
Terrängen runt Las Lajas är huvudsakligen kuperad. Las Lajas ligger nere i en dal. Runt Las Lajas är det tätbefolkat, med 356 invånare per kvadratkilometer. Närmaste större samhälle är Olintla, 7,9 km sydväst om Las Lajas. Omgivningarna runt Las Lajas är en mosaik av jordbruksmark och naturlig växtlighet.